# Harzburgita

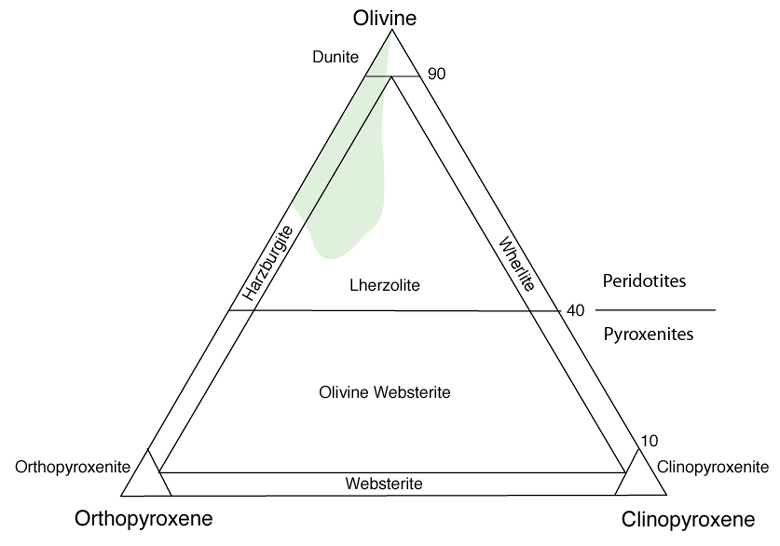
Diagrama de classificació de les roques ultramàfiques plutòniques segons el percentatge de minerals. Classificació de la Unió Internacional de ciències geològiques. L'àrea de color verd representa la composició de la peridotita del mantell terrestre.

La harzburgita és una roca ígnia ultramàfica, una varietat de peridotita. Generalment està formada per olivina i piroxè (normalment enstatita). El seu nom prové de les muntanyes Harz, a Alemanya. Normalment també presenta un percentatge petit d'espinel·la com a mineral accessori. Molt menys freqüent és que la harzburgita contingui granat; en aquest cas se sol trobar en xenòlits en kimberlita.